# Torneo Albert Schweitzer
Albert Schweitzer Tournament, anche conosciuto come Torneo di Mannheim o Torneo Albert Schweitzer, è un torneo internazionale di pallacanestro giovanile per nazionali. Si disputa ogni due anni nella città tedesca di Mannheim, e vi partecipano oramai ben 16 differenti nazionali.
Dato che la FIBA non organizza un Campionato del Mondo di età Under 18, questo torneo è riconosciuto a livello internazionale e considerato come un vero e proprio Campionato mondiale per questa categoria. Gli organizzatori sono la Federazione tedesca e la città di Mannheim. Il torneo prende il nome dal teologo e medico Albert Schweitzer, Premio Nobel per la pace nel 1952.

## Storia
Hans-Joachim Babies, assieme al pioniere del basket tedesco Hermann Niebuhr, chiesero ad Albert Schweitzer, se potevano usare il suo nome per intitolare il torneo.

La prima edizione si è disputata nel dicembre del 1958, limitata a sole otto partecipanti ed è stata vinta dal Belgio.

Dopo l'edizione del 1960, ci fu una pausa fino al 1966, quando, da quel momento in poi, il torneo ha preso cadenza biennale, saltanto solo l'edizione del 1991, non disputata a causa della Guerra del Golfo.

Dal 1994, si disputa negli anni pari.
La nazionale degli Stati Uniti ha alzato il maggior numero di trofei, vincendo dieci, seguita da quella dell'Italia, con quattro. La detentrice del Trofeo è quella della Germania. Il record di presenze è stato 28.763 spettatori.

## Albo d'Oro
| Anno | Oro         | Argento          | Bronzo                    | 4°                  |
| ---- | ----------- | ---------------- | ------------------------- | ------------------- |
| 1958 | Belgio      | Austria          | Germania Ovest Under-18 A | Stati Uniti         |
| 1960 | Belgio      | Austria          | Stati Uniti               | Paesi Bassi         |
| 1966 | Italia      | Turchia          | Austria                   | Stati Uniti         |
| 1967 | Polonia     | Austria          | Francia                   | Belgio              |
| 1969 | Italia      | Cecoslovacchia   | Polonia                   | Turchia             |
| 1971 | Jugoslavia  | Italia           | Polonia                   | Spagna              |
| 1973 | Stati Uniti | Polonia          | Jugoslavia                | Italia              |
| 1975 | Stati Uniti | Turchia          | Spagna                    | Polonia             |
| 1977 | Stati Uniti | Spagna           | Turchia                   | Germania Ovest      |
| 1979 | Jugoslavia  | Spagna           | Stati Uniti               | Unione Sovietica    |
| 1981 | Stati Uniti | Unione Sovietica | Bulgaria                  | Germania Ovest      |
| 1983 | Italia      | Stati Uniti      | Germania Ovest            | Finlandia           |
| 1985 | Stati Uniti | Jugoslavia       | Turchia                   | Svezia              |
| 1987 | Stati Uniti | Spagna           | Turchia                   | Germania Ovest      |
| 1989 | Stati Uniti | Grecia           | Francia                   | Cecoslovacchia      |
| 1993 | Stati Uniti | Lituania         | Italia                    | Grecia              |
| 1994 | Stati Uniti | Spagna           | Australia                 | Lituania            |
| 1996 | Stati Uniti | Francia          | Grecia                    | Turchia             |
| 1998 | Spagna      | Australia        | Stati Uniti               | Turchia             |
| 2000 | Jugoslavia  | Grecia           | Stati Uniti               | Australia           |
| 2002 | Grecia      | Spagna           | Jugoslavia                | Stati Uniti         |
| 2004 | Turchia     | Argentina        | Spagna                    | Serbia e Montenegro |
| 2006 | Francia     | Turchia          | Serbia e Montenegro       | Croazia             |
| 2008 | Grecia      | Turchia          | Australia                 | Stati Uniti         |
| 2010 | Australia   | Germania         | Germania under 17         | Stati Uniti         |
| 2012 | Spagna      | Serbia           | Turchia                   | Germania            |
| 2014 | Italia      | Stati Uniti      | Serbia                    | Turchia             |
| 2016 | Germania    | Serbia           | Italia                    | Francia             |
| 2018 | Germania    | Australia        | Italia                    | Russia              |

## Vincitori
| Team         | Vittorie |
| ------------ | -------- |
| Stati Uniti  | 10       |
| Italia       | 4        |
| / Jugoslavia | 3        |
| Belgio       | 2        |
| Germania     | 2        |
| Grecia       | 2        |
| Spagna       | 2        |
| Australia    | 1        |
| Francia      | 1        |
| Polonia      | 1        |
| Turchia      | 1        |